# 1968 في الولايات المتحدة
فيما يلي قوائم الأحداث التي وقعت خلال عام 1968 في الولايات المتحدة.

## أحداث
- 4 أبريل – اغتيال مارتن لوثر كينج الابن
- 5 يونيو – اغتيال روبرت ف. كينيدي
- 24 سبتمبر – 60 دقيقة

## سياسة

### تعيين في المنصب
- 1 يناير – بروس بالمر جونيور نائب رئيس أركان جيش الولايات المتحدة [الإنجليزية]‏.
- 1 يناير – توماس كين عضو جمعية نيوجيرسي العامة.
- 29 فبراير – كلارك كليفورد وزير الدفاع الأمريكي.
- 6 مارس – سايروس روليت سميث وزير التجارة الأمريكي.
- 26 أبريل – جورج مارفن واتسون مدير مكتب البريد العام في الولايات المتحدة [الإنجليزية]‏.
- 28 ديسمبر – توماس إيغلتون عضو مجلس الشيوخ الأمريكي.

### انتهاء فترة المنصب
- 1 يناير – جاي روكفلر عضو مجلس مندوبي فرجينيا الغربية ‏.
- 1 يناير – وليام بينتون قائمة سفراء الولايات المتحدة.
- 29 فبراير – روبرت ماكنامارا وزير الدفاع الأمريكي.
- 10 أبريل – لاري أوبراين مدير مكتب البريد العام في الولايات المتحدة [الإنجليزية]‏.
- 21 مايو – اوتو كيرنر، الابن حاكم إلينوي [الإنجليزية]‏.

## رياضة
- 1 يناير – أمريكا المفتوحة 1968
- 6 أكتوبر – جائزة الولايات المتحدة الكبرى 1968 الفائز جاكي ستيورات.

## ظهور
- 1 يناير – تويكس
- 1 يناير – روك مسيحي
- 1 يناير – نيويورك

## أفلام
من الأفلام التي صدرت هذه السنة في الولايات المتحدة:
- 1 يناير – اشنقهم عاليا من إخراج تيد بوست.
- 1 يناير – الحفلة من إخراج بليك إدواردز.
- 1 يناير – الخريج من إخراج مايك نيكولز.
- 1 يناير – السباح من إخراج فرانك بيري، سيدني بولاك.
- 1 يناير – الفتاة المرحة من إخراج ويليام وايلر.
- 1 يناير – المنتجان من إخراج ميل بروكس.[1]
- 1 يناير – الموضوع كان الورود من إخراج Ulu Grosbard [الإنجليزية]‏.
- 1 يناير – حدث ذات مرة في الغرب من إخراج سرجيو ليون.
- 1 يناير – خمن من سيأتي للعشاء من إخراج ستانلي كرامر.
- 1 يناير – راشيل راشيل من إخراج بول نيومان.
- 1 يناير – علاقة توماس كراون من إخراج نورمان جويسون.
- 1 يناير – ليلة الموتى الأحياء من إخراج جورج روميرو.
- 8 فبراير – كوكب القردة من إخراج فرانكلين شافنر.[2]
- 2 أبريل – ملحمة الفضاء من إخراج ستانلي كوبريك.[3]
- 12 يونيو – طفل روزماري من إخراج رومان بولانسكي.[4]
- 23 سبتمبر – تشارلي من إخراج رالف نيلسون.[5]

## برامج ومسلسلات وأنمي
- عالم آخر
- بيويتشد
- بونانزا
- ذا فيرجينيان
- كولمبو
- دارك شادوز
- حي السيد روجرز
- أز ذا وورلد تيرنز
- باتمان
- غان سموك
- هاواي فايف أو
- غايدنغ لايت

## كتب
من الكتب التي صدرت هذه السنة في الولايات المتحدة:
- 1 يناير – الانقلاب: دليل عملي من تأليف Edward Luttwak [الإنجليزية]‏.
- 1 يناير – هل تحلم الروبوتات بخرفان آلية؟ من تأليف فيليب ك. ديك.
- 1 يناير – وحيدة القرن الأخيرة من تأليف بيتر بيجل.

## مواليد

### يناير
- 1 يناير – تشارلز غارنر جندي أمريكي.
- 1 يناير – تيودور بيله
- 1 يناير – جيمس يي
- 1 يناير – دارين لحود سياسي أمريكي.
- 1 يناير – ديمتري دياتشينكو
- 1 يناير – كريس ميلر
- 1 يناير – لويس لومباردي ممثل أمريكي.
- 2 يناير – كوبا غودينغ جونير ممثل أمريكي.[6]
- 5 يناير – فيلتون سبنسر لاعب كرة سلة أمريكي.
- 6 يناير – جون سينغلتون[7]
- 9 يناير – جوي لورين ادمز ممثلة أمريكية.
- 11 يناير – لاري روبنسون لاعب كرة سلة أمريكي.
- 12 يناير – راشيل هاريس
- 14 يناير – إل إل كول جي[8]
- 14 يناير – جوني بلاك[9]
- 15 يناير – تشاد لوي ممثل ومخرج أمريكي.[10]
- 16 يناير – ديفيد تشوكاتشي ممثل أمريكي.
- 17 يناير – أوبيد سوليفان ملاكم من الولايات المتحدة الأمريكية.
- 17 يناير – جيف تشيس لاعب كرة قدم أمريكية.
- 18 يناير – ديفيد آير
- 19 يناير – مارتي كونلون
- 20 يناير – نيك أندرسون لاعب كرة سلة من الولايات المتحدة الأمريكية.
- 21 يناير – شارلوت روس ممثلة أمريكية.[11]
- 22 يناير – مايك إيوزولينو
- 24 يناير – أنتوني جاريت ليزي
- 24 يناير – ماري لو ريتون لاعبة جمباز فني من الولايات المتحدة الأمريكية.[12]
- 28 يناير – دي جي موغز
- 29 يناير – إدوارد بيرنز ممثل ومخرج أمريكي.[13]

### فبراير
- 1 فبراير – ليزا ماري بريسلي[14]
- 2 فبراير – جو ويلي لاعب كرة سلة أمريكي.
- 2 فبراير – ستيف هينسون
- 2 فبراير – شون إليوت لاعب كرة سلة أمريكي.
- 8 فبراير – غاري كولمان ممثل أمريكي.[15]
- 9 فبراير – ديريك سترونغ لاعب كرة سلة من الولايات المتحدة الأمريكية.
- 10 فبراير – غاريت ريسمان رائد فضاء أمريكي.[16]
- 12 فبراير – جوش برولين ممثل أمريكي.[17]
- 12 فبراير – شينا فيليبس[18]
- 12 فبراير – كريستوفر جونسن مكندلز مستكشف من الولايات المتحدة الأمريكية.[19]
- 13 فبراير – كيلي هو
- 14 فبراير – سكوت شارب سائق سيارة سباق من الولايات المتحدة الأمريكية.
- 14 فبراير – سكوت ماكليلان
- 21 فبراير – دان كاريتشمان[20]
- 22 فبراير – لوكاس مارتن
- 24 فبراير – أندي بيرمان
- 24 فبراير – ميتش هيدبيرغ ممثل هزلي من الولايات المتحدة الأمريكية.[21]
- 25 فبراير – جيمس بلاكويل لاعب كرة سلة أمريكي.
- 25 فبراير – ليزا موناكو محامية أمريكية.
- 26 فبراير – إد كوين ممثل أمريكي.
- 26 فبراير – دانا تاي سون مصمم رقص من الولايات المتحدة الأمريكية.
- 29 فبراير – تشاكي براون

### مارس
- 3 مارس – دان أوسوليفان لاعب كرة سلة أمريكي.
- 9 مارس – جوني كيلي موسيقي من الولايات المتحدة الأمريكية.
- 10 مارس – ديريك جيفرسون ملاكم من الولايات المتحدة الأمريكية.
- 12 مارس – آرون إيكهارت ممثل أمريكي.[22]
- 13 مارس – تونيا إدواردز
- 15 أكتوبر – فينيسا مارسيل[23][23]
- 15 مارس – شون بريدجيرس ممثل ومخرج أمريكي.
- 16 مارس – تريفور ويلسون لاعب كرة سلة من الولايات المتحدة الأمريكية.
- 19 مارس – تايرون هيل
- 20 مارس – جون كوسينسكي متسابق دراجات نارية من الولايات المتحدة الأمريكية.
- 21 مارس – جاي دافيدسون[24]
- 21 مارس – سكوت ويليامز لاعب كرة سلة أمريكي.
- 28 مارس – كريس كورتشياني لاعب كرة سلة أمريكي.
- 31 مارس – جي آر ريد لاعب كرة سلة من الولايات المتحدة الأمريكية.

### أبريل
- 1 أبريل – جيرارد مارينو ملحن من الولايات المتحدة الأمريكية.
- 4 أبريل – ستيف هود لاعب كرة سلة أمريكي.
- 5 أبريل – ستيفن باردو لاعب كرة سلة أمريكي.
- 8 أبريل – باتريشيا أركيت ممثلة أمريكية.[25]
- 8 أبريل – براين جارو لاعب كرة مضرب من الولايات المتحدة.
- 10 أبريل – أورلاندو جونز ممثل أمريكي.[26]
- 12 أبريل – أليسيا كوبولا ممثلة أمريكية.[27]
- 14 أبريل – أنتوني مايكل هال
- 16 أبريل – رودني مونرو
- 16 أبريل – غريغ بيكر ممثل أمريكي.
- 16 أبريل – فيكي غيريرو[28]
- 17 أبريل – آدم مكاي[29]
- 19 أبريل – آشلي جود ممثلة أمريكية.[30]
- 22 أبريل – بيمبو كولز
- 23 أبريل – تيموثي مك فاي[31]
- 28 أبريل – لويس موناكو ملاكم من الولايات المتحدة الأمريكية.

### مايو
- 2 مايو – تي جاي ميدلتون لاعب كرة مضرب أمريكي.
- 5 مايو – تيم شيل رجل أعمال أمريكي.
- 7 مايو – تريسي لوردز[32]
- 9 مايو – ديفيد بينوا لاعب كرة سلة أمريكي.
- 11 مايو – جيفري دونوفان ممثل أمريكي.[33]
- 12 مايو – توني هوك[34]
- 18 مايو – شيلي لوبن[35]
- 20 مايو – تيموثي أوليفانت ممثل أمريكي.[36]
- 21 مايو – لورين هايس[37]
- 22 مايو – راندي براون لاعب كرة سلة من الولايات المتحدة الأمريكية.
- 23 مايو – توماس جوردان لاعب كرة سلة من الولايات المتحدة الأمريكية.
- 23 مايو – جون أورتيز[38]
- 25 مايو – كيندال جيل لاعب كرة سلة أمريكي.
- 26 مايو – ويلي بيرتون لاعب كرة سلة أمريكي.
- 27 مايو – كريس روبرتس[39]
- 29 مايو – تيت جورج لاعب كرة سلة أمريكي.
- 29 مايو – فرانك كراتوفيل سياسي أمريكي.
- 31 مايو – دوين كوسول لاعب كرة سلة أمريكي.

### يونيو
- 1 يونيو – براين أوليفر
- 4 يونيو – سكوت وولف ممثل أمريكي.[40]
- 4 يونيو – شون غوليت[41]
- 5 يونيو – جودي هوسينتروت صحفية أمريكية.
- 8 يونيو – أنتوني بونر لاعب كرة سلة أمريكي.
- 10 يونيو – بيل بور
- 12 يونيو – كريستوفر ماك كويري
- 14 يونيو – إريك موردوك لاعب كرة سلة أمريكي.
- 14 يونيو – توني سميث لاعب كرة سلة من الولايات المتحدة الأمريكية.
- 14 يونيو – ريغان بيرنز ممثل أمريكي.
- 14 يونيو – ياسمين بليث[42]
- 16 يونيو – أورلاندو فيغا لاعب كرة سلة بورتوريكي.
- 16 يونيو – دونالد مكغان
- 19 يونيو – ترافيس ميس
- 19 يونيو – جود بوشلر لاعب كرة سلة أمريكي.
- 20 يونيو – روبرت رودريغيز[43]
- 21 يونيو – براندون دوغلاس ممثل أمريكي.
- 22 يونيو – داريل آرمسترونغ لاعب كرة سلة أمريكي.[44]
- 23 يونيو – آشلي تايلور ممثلة أمريكية.
- 26 يونيو – مايكل مكارثي دراج أمريكي.
- 28 يونيو – تسايان فنان وممثل من بورتوريكو.
- 28 يونيو – تيرون ميليت ملاكم من الولايات المتحدة الأمريكية.
- 29 يونيو – برايان جيمس[45]
- 29 يونيو – جوديث هواغ ممثلة من الولايات المتحدة.[46]

### يوليو
- 2 يوليو – أليشا ستولينغز شاعرة ومترجمة من الولايات المتحدة.[47]
- 5 يوليو – سوزان وجسيكي سيدة أعمال من الولايات المتحدة الأمريكية.[48]
- 5 يوليو – مايكل ستولبارغ ممثل أمريكي.[49]
- 7 يوليو – إيمي كارلسون
- 7 يوليو – جورجا فوكس ممثلة أمريكية.
- 7 يوليو – جيف فاندرمير كاتب أمريكي.[50]
- 7 يوليو – داني جاكوبس
- 8 يوليو – بيلي كرودب ممثل أمريكي.[51]
- 8 يوليو – مايكل ويثرلي ممثل ومخرج أمريكي.[52]
- 10 يوليو – جوناثان جيلبرت
- 13 يوليو – روبرت غانت ممثل أمريكي.
- 13 يوليو – لو ديل فالي ملاكم من الولايات المتحدة الأمريكية.
- 15 يوليو – إدي غريفين[53]
- 16 يوليو – لاري سانجر[54]
- 17 يوليو – ألكساندرا ويلسون ممثلة أمريكية.[55]
- 18 يوليو – دوني ليكرافت لاعب كرة مضرب أمريكي.
- 19 يوليو – ماثيو ليبيتيك مصور سينمائي أمريكي.
- 23 يوليو – إيلدين كامبل لاعب كرة سلة أمريكي.
- 23 يوليو – ستيفاني سايمور[56]
- 23 يوليو – غاري بايتون لاعب كرة سلة أمريكي.[57]
- 24 يوليو – كريستين تشينوويث[58]
- 24 يوليو – لورا ميلر ممثلة أمريكية.
- 25 يوليو – دافاريل وليامسون ملاكم من الولايات المتحدة الأمريكية.
- 26 يوليو – كيفن سانت جاري كاتب أمريكي.
- 30 يوليو – تيري كروز
- 30 يوليو – ستيف روجرز

### أغسطس
- 1 أغسطس – ستايسي أوجمون لاعب كرة سلة أمريكي.
- 5 أغسطس – كاترينا آدامز لاعبة كرة مضرب من الولايات المتحدة.
- 9 أغسطس – برايان جونز سياسي من الولايات المتحدة الأمريكية.
- 9 أغسطس – جيليان أندرسون[59]
- 9 أغسطس – ماك جي[60]
- 11 أغسطس – آنا غان ممثلة أمريكية.[61]
- 12 أغسطس – خوسيه دي خيسوس ملاكم من الولايات المتحدة الأمريكية.
- 13 أغسطس – إدوارد كريغ دي فورست
- 14 أغسطس – بن باس
- 15 أغسطس – ديبرا ميسينغ ممثلة أمريكية.[62]
- 18 أغسطس – جون ليسوين درّاج طريق من الولايات المتحدة الأمريكية.
- 21 أغسطس – تيم غريفين سياسي أمريكي.
- 21 أغسطس – كوري إدواردز[63]
- 22 أغسطس – مايكل كاري
- 24 أغسطس – جيمس توني ملاكم من الولايات المتحدة الأمريكية.
- 25 أغسطس – ديفيد ألان باشي ممثل أمريكي.
- 25 أغسطس – رايتشل راي[64]
- 27 أغسطس – إيمانويل ديفيس لاعب كرة سلة أمريكي.
- 31 أغسطس – جنيفر أزي

### سبتمبر
- 1 سبتمبر – غلين فليشلر ممثل أمريكي.
- 2 سبتمبر – سينثيا واتروس ممثلة أمريكية.[65]
- 3 سبتمبر – تريفور كرونمان لاعب كرة مضرب من الولايات المتحدة.
- 3 سبتمبر – مات هامون دراج أمريكي.
- 4 سبتمبر – جون ديماغيو
- 4 سبتمبر – جوي رايت
- 5 سبتمبر – دينيس سكوت لاعب كرة سلة أمريكي.
- 6 سبتمبر – مايك بريغز لاعب كرة مضرب أمريكي.
- 9 سبتمبر – ثارون مايس لاعب كرة سلة من الولايات المتحدة الأمريكية.
- 9 سبتمبر – جون دروموند[66]
- 9 سبتمبر – دونالد جونسون لاعب كرة مضرب من الولايات المتحدة.
- 9 سبتمبر – ريجي ستريكلاند ملاكم من الولايات المتحدة الأمريكية.
- 12 سبتمبر – بول فرانسيس تومكنس ممثل أمريكي.[67]
- 14 سبتمبر – بيت تشيلكوت لاعب كرة سلة أمريكي.
- 14 سبتمبر – جينجر هلجسون نيلسن لاعبة كرة مضرب أمريكية.
- 16 سبتمبر – مارك أنتوني للحب.[68]
- 16 سبتمبر – والت بيكر[69]
- 17 سبتمبر – أنستزيا[70]
- 17 سبتمبر – جو باستيانيش[71]
- 18 سبتمبر – رون إليس لاعب كرة سلة أمريكي.
- 21 سبتمبر – ريكي لايك[72]
- 21 سبتمبر – لاري ستيوارت لاعب كرة سلة أمريكي.
- 25 سبتمبر – ويل سميث[73]
- 26 سبتمبر – أنتوني شديد[74]
- 26 سبتمبر – بن شينكمان ممثل أمريكي.[75]
- 26 سبتمبر – جيم كافيزل[76]

### أكتوبر
- 3 أكتوبر – غريغ فوستر
- 6 أكتوبر – بيتر مانيلي ملاكم من الولايات المتحدة الأمريكية.
- 6 أكتوبر – ريدجي هانسون
- 6 أكتوبر – كيرت ميلر مدرب كرة سلة من الولايات المتحدة الأمريكية.
- 7 أكتوبر – راندي بارتز
- 8 أكتوبر – إيميلي بروكتر ممثلة أمريكية.
- 11 أكتوبر – تيفاني غرانت ممثلة أمريكية.[77]
- 11 أكتوبر – جيني كراكوسكي ممثلة أمريكية.[78]
- 12 أكتوبر – ماثيو والكر
- 13 أكتوبر – تيشا كامبل مارتن ممثلة أمريكية.[79]
- 14 أكتوبر – دواين شينتزيوس لاعب كرة سلة من الولايات المتحدة الأمريكية.[80]
- 15 أكتوبر – فينيسا مارسيل[23][23]
- 15 أكتوبر – كينيث غريفين رائد أعمال من الولايات المتحدة الأمريكية.
- 16 أكتوبر – راندال باتينكوف ممثل أمريكي.
- 21 أكتوبر – مايكل بارنز
- 22 أكتوبر – بوبي فيت ممثل أمريكي.
- 22 أكتوبر – جاي جونستون ممثل أمريكي.
- 22 أكتوبر – ستيفاني كاتر
- 23 أكتوبر – والتر بالمر لاعب كرة سلة أمريكي.
- 27 أكتوبر – ماركوس ليبرتي لاعب كرة سلة أمريكي.
- 30 أكتوبر – ميرفي جنسن لاعب كرة مضرب من الولايات المتحدة.[81]
- 31 أكتوبر – أنطونيو ديفيس لاعب كرة سلة أمريكي.

### نوفمبر
- 2 نوفمبر – كيث جينينغز
- 5 نوفمبر – سام روكويل ممثل أمريكي.[82]
- 5 نوفمبر – سيث غيليام ممثل أمريكي.
- 6 نوفمبر – كيلي روثرفورد ممثلة أمريكية.
- 8 نوفمبر – باركر بوزي ممثلة أمريكية.[83]
- 10 نوفمبر – تريسي مورغان[84]
- 11 نوفمبر – لافيل كراوفورد[85]
- 12 نوفمبر – كاثلين هانا موسيقية أمريكية.[86]
- 14 نوفمبر – ليونيل سيمونز لاعب كرة سلة أمريكي.
- 15 نوفمبر – ديبورا إس جين فيزيائية أمريكية.[87]
- 18 نوفمبر – أوين ويلسون[88]
- 20 نوفمبر – بول شويرينغ كاتب سيناريو أمريكي.
- 20 نوفمبر – جيف تارانغو لاعب كرة مضرب أمريكي.
- 20 نوفمبر – جيمس دوتون رائد فضاء أمريكي.
- 21 نوفمبر – أنطونيو تارفير ملاكم من الولايات المتحدة الأمريكية.[89]
- 21 نوفمبر – تود فارمر كاتب سيناريو أمريكي.[90]
- 21 نوفمبر – شون شيميل ممثل أمريكي.[91]
- 24 نوفمبر – سكوت كينسكي ممثل أمريكي.[92]
- 28 نوفمبر – مايكل إس هوبكنز رائد فضاء أمريكي.
- 29 نوفمبر – دي براون

### ديسمبر
- 2 ديسمبر – رينا سوفر
- 2 ديسمبر – ستيفن تومسون
- 2 ديسمبر – لوسي لو[93]
- 3 ديسمبر – برندان فريزر[94]
- 5 ديسمبر – مارغريت تشو ممثلة من الولايات المتحدة الأمريكية.[95]
- 7 ديسمبر – غريغ إيرس
- 8 ديسمبر – مايكل كول[96]
- 9 ديسمبر – برنت برايس لاعب كرة سلة أمريكي.
- 9 ديسمبر – كيرت أنغل مصارع محترف من الولايات المتحدة الأمريكية.
- 10 ديسمبر – أماندا عنقة[97]
- 11 ديسمبر – لي موروزاك مقدم برامج إذاعية من الولايات المتحدة الأمريكية.
- 12 ديسمبر – روري كنيدي[98]
- 13 ديسمبر – شون ستافورد لاعبة كرة مضرب من الولايات المتحدة الأمريكية.
- 16 ديسمبر – بيتر أورزاغ عالم اقتصاد أمريكي.[99]
- 16 ديسمبر – بيتر دانتي ممثل أمريكي.[100]
- 18 ديسمبر – كاسبر فان دين ممثل أمريكي.[101]
- 19 ديسمبر – كريستينا كينيلي
- 19 ديسمبر – كين مارينو
- 21 ديسمبر – سبايك سبنسر ممثل أمريكي.
- 22 ديسمبر – دينا ماير ممثلة أمريكية.[102]
- 23 ديسمبر – أنجيلا جونز ممثلة أمريكية.
- 23 ديسمبر – مانويل ريفيرا أورتيز مصور أمريكي.[103]
- 24 ديسمبر – كيفن لينش لاعب كرة سلة أمريكي.
- 25 ديسمبر – كريستين جونسون سياسية أمريكية.
- 30 ديسمبر – شون هيغنز لاعب كرة سلة أمريكي.

## وفيات

### يناير
- 1 يناير – إميلي نيوتن بارتو (مواليد 1896) رسامة من الولايات المتحدة الأمريكية.[104]
- 1 يناير – بروكس بنيديكت (مواليد 1896) ممثل من الولايات المتحدة الأمريكية.[105]
- 1 يناير – هيلين بارتن بروستر (مواليد 1881)
- 8 يناير – روبرت بايس (مواليد 1914) ممثل أمريكي.[106]
- 16 يناير – جون دافيدسون (مواليد 1886) ممثل من الولايات المتحدة الأمريكية.[107]
- 19 يناير – ألفرد تشستر بيتي (مواليد 1875)[108]
- 22 يناير – ديوك كاهاناموكو (مواليد 1890) سباح أمريكي.[109]
- 29 يناير – دونالد جاكسون (مواليد 1920)[110]
- 31 يناير – ايرل هيس كنرد (مواليد 1885)[111]

### فبراير
- 4 فبراير – إدي بيكر (مواليد 1897) ممثل أمريكي.[112]
- 7 فبراير – نيك آدامز (مواليد 1931)[113]
- 18 فبراير – هانفورد ماكنيدر (مواليد 1889)[114]
- 21 فبراير – هارفي بي دن (مواليد 1894)

### مارس
- 10 مارس – هيلين والكر (مواليد 1920) ممثلة أمريكية.[115]
- 16 مارس – إليونورا سيرز (مواليد 1881) لاعبة كرة مضرب من الولايات المتحدة.[116]
- 20 مارس – تشارلي تشابلن الابن (مواليد 1925) ممثل أمريكي.[117]
- 25 مارس – دوغلاس إيفانز (مواليد 1904) ممثل أمريكي.[118]
- 30 مارس – بوبي دريسكول (مواليد 1937)[119]

### أبريل
- 4 أبريل – مارتن لوثر كينغ الابن (مواليد 1929) زعيم أمريكي من أصول أفريقية ومن المناضلين لحركة التمييز العنصري.[120]
- 5 أبريل – لويس أندروز (مواليد 1924) ممثلة أمريكية.[121]
- 15 أبريل – كيد نورفولك (مواليد 1893) ملاكم من الولايات المتحدة الأمريكية.
- 25 أبريل – دونالد ديفيدسون (مواليد 1893)[122]

### مايو
- 5 مايو – ألبيرت ديكر (مواليد 1905) سياسي أمريكي.[123]
- 5 مايو – روزالي سلوتر مورتون (مواليد 1876) طبيبة وجراحة أمريكية.
- 9 مايو – بيل بانتين (مواليد 1942) لاعب كرة سلة أمريكي.
- 10 مايو – سكوتي بيكيت (مواليد 1929)[124]
- 23 مايو – جيمس بورك (مواليد 1886) ممثل أمريكي.[125]
- 23 مايو – موريس فيشر (مواليد 1890) لاعب رماية من الولايات المتحدة الأمريكية.

### يونيو
- 1 يونيو – هيلين كيلر (مواليد 1880) أديبة ومحاضرة وناشطة أمريكية.[126]
- 6 يونيو – روبرت كينيدي (مواليد 1925)[127]
- 7 يونيو – دان دوريا (مواليد 1907)[128]
- 16 يونيو – هاري تشيشير (مواليد 1891) ممثل أمريكي.[129]

### أغسطس
- 5 أغسطس – جاويدان هانم (مواليد 1877)

### سبتمبر
- 1 سبتمبر – جوزيبي إنريسي (مواليد 1898) درّاج طريق إيطالي.
- 19 سبتمبر – تشيستر كارلسون (مواليد 1906) فيزيائي أمريكي.[130]
- 19 سبتمبر – ريد فولي (مواليد 1910) موسيقي أمريكي.[131]
- 29 سبتمبر – بل بريدجمان (مواليد 1916) ضابط من الولايات المتحدة الأمريكية.

### أكتوبر
- 13 أكتوبر – بي بيناديرت (مواليد 1906)[132]
- 13 أكتوبر – جون ليونارد هاينز (مواليد 1868) ضابط من الولايات المتحدة الأمريكية.[133]
- 15 أكتوبر – هربرت كوبلاند (مواليد 1902)

### نوفمبر
- 8 نوفمبر – ويندل كوري (مواليد 1914) سياسي أمريكي.[134]
- 15 نوفمبر – توفي غريفيث (مواليد 1907) ملاكم من الولايات المتحدة الأمريكية.
- 19 نوفمبر – جراس بنهام (مواليد 1876)[135]
- 19 نوفمبر – كارل كلاوسون إبلنغ (مواليد 1894) عالم نبات أمريكي.[136]
- 25 نوفمبر – أبتون سنكلير (مواليد 1878)[137]

### ديسمبر
- 5 ديسمبر – فريد كلارك (مواليد 1914)[138]
- 9 ديسمبر – هاري ستينقفيست (مواليد 1893) درّاج طريق سويدي.
- 11 ديسمبر – آرثر سولزبرجر (مواليد 1891) ناشر من الولايات المتحدة الأمريكية.[139]
- 12 ديسمبر – تالولاه بانكهيد (مواليد 1902) ممثلة أمريكية.[140]
- 15 ديسمبر – جيس ويلارد (مواليد 1881) ملاكم من الولايات المتحدة الأمريكية.[141]
- 15 ديسمبر – دوروثي أبوت (مواليد 1920)[142]
- 20 ديسمبر – جون ستاينبيك (مواليد 1902) كاتب أمريكي.[143]
- 20 ديسمبر – مارغريت كلايتون (مواليد 1891) ممثلة من الولايات المتحدة الأمريكية.[144]
- 27 ديسمبر – نوجينت سلوتر (مواليد 1888)